# میدان گازی شاه دنیز

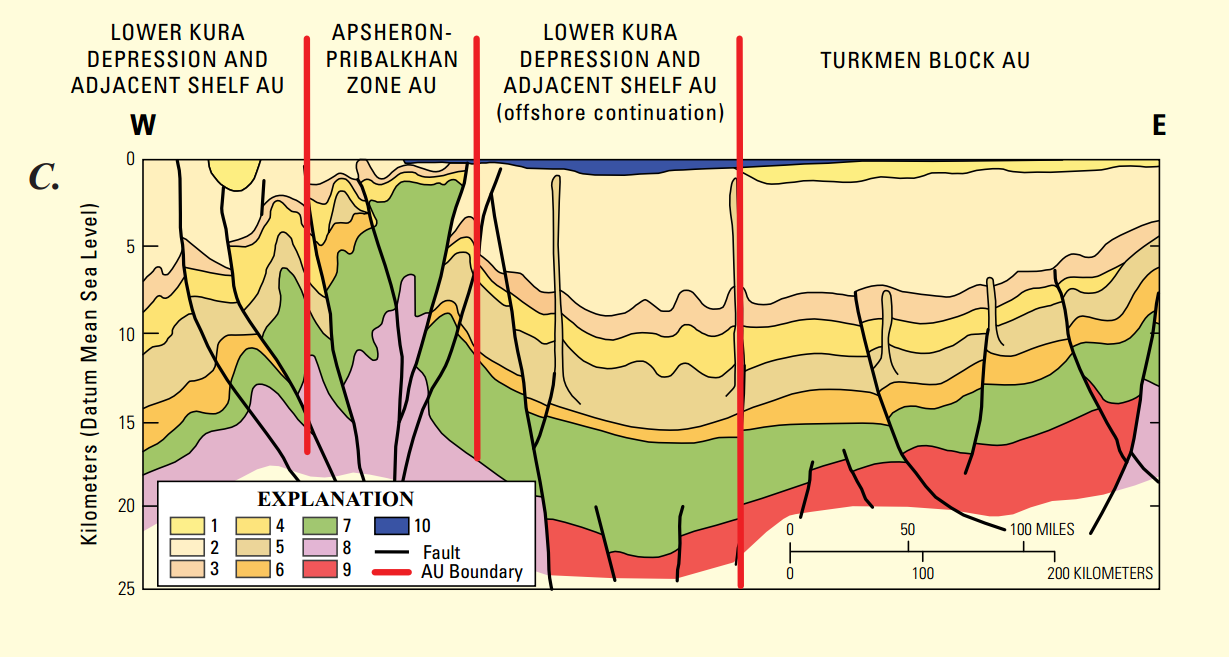
میدان گازی شاه دنیز

میدان گازی شاه دنیز، بزرگترین میدان گازی در کشور جمهوری آذربایجان است که در جنوب دریای خزر و ۷۰ کیلومتری جنوب شرقی باکو در سال ۱۹۹۹ کشف شد. میدان شاه دنیز، در عمق ۶۰۰ متری از سطح دریا واقع شده‌ و در حدود ۸۶۰ کیلومتر مربع را پوشش می‌دهد.

## مشخصات
میدان گازی شاه دنیز شامل ۵ فاز می‌باشد که با توجه به سطح حوزه گازی که ۸۶۰ کلیومتر مربع است، بنابرین عمق‌های مختلف ما بین ۱۰۰ تا ۶۰۰ متری از سطح دریای خزر را پوشش می‌دهد. مخازن شبیه چندین جریزه هستند که کنار هم قرار دارند و بیش از ۱۴۰ کیلومتر مربع وسعت دارد.

## سهامداران
برای به دست آوردن میدان گازی شاه دنیز نیاز به سرمایه زیاد بود. شرکت‌های بزرگ نفتی دنیا از جمله:  بی پی ۲۵/۵درصد، اکوینور ۲۵/۵ درصد، شرکت دولتی نفت آذربایجان ۱۰درصد، توتال ۱۰درصد، لوک اویل ۱۰درصد، شرکت ملی نفت ایران ۱۰درصد و شرکت نفت ترکیه ۹درصد می باشد. 

## ذخایر
ذخایر شاه دنیز ما بین ۱/۵ میلیارد بشکه تا ۳ میلیارد بشکه نفت معادل ۵۰ تا ۱۰۰ میلیارد متر مکعب گاز برآورد شده است. تولید گاز فاز اول تا پایان ۲۰۰۵ حدود ۷ میلیارد متر مکعب برآورد شده است. میدان شاه دنیز همچنین شامل میعانات گازی در بیش از ۴۰۰ میلیون متر مکعب است.